# Künsztler József
Künsztler József (Budapest, 1897. március 7. – Nicosia, 1977) magyar labdarúgó, edző, kereskedő.

## Pályafutása
1919–1920-ben a Nemzeti SC, majd 1922-ig SC Union 03 Altona, 1926–1927-ben az Újpest FC, 1927-től a III. Kerületi TVE játékosa volt. 1928 és 1951 között edzőként Görögországban működött.

## Családja
Künsztler Márton és Hermann Antónia fiaként született. 1926. július 13-án Budapesten, a Terézvárosban feleségül vette Segel Máriát, Segel Ferenc és Verovnik Mária lányát.